# آشیل کوزر
آشیل کوزر (انگلیسی: Achille Coser؛ زادهٔ ۱۴ ژوئیهٔ ۱۹۸۲) بازیکن فوتبال اهل ایتالیا است.
از باشگاه‌هایی که در آن بازی کرده‌است می‌توان به باشگاه فوتبال آسکولی، باشگاه فوتبال ویچنزا، باشگاه فوتبال ویرتوس انتلا، باشگاه فوتبال آتالانتا، باشگاه فوتبال چزنا، باشگاه فوتبال لیورنو، باشگاه فوتبال نووارا، باشگاه فوتبال پرو ورچلی، و باشگاه فوتبال یو. اس. پرگولیتزه اشاره کرد.